# Bethenzer
Die Bethenzer (auch Bethenzr, Bethenici, Bytenici oder Bethelclereri) waren ein westslawischer  Kleinstamm, der im 9. Jahrhundert im südlichen Mecklenburg oder im nordwestlichen Brandenburg siedelte.

## Name
Der Name der Bethenzer wird außer im Chronicon Moissiacense zum Jahre 811 nur noch im Bayerischen Geographen erwähnt.

## Siedlungsgebiet
Den Quellen nach befand sich das Siedlungsgebiet der Bethenzer auf dem rechten Elbufer in der Nähe der Linonen. Deren Stammesgebiet steht für das 9. Jahrhundert fest. Es befand sich in der Gegend um Lenzen (Elbe). Das Siedlungsgebiet der Bethenzer könnte sich also an einen gedachten Halbkreis um Lenzen angeschlossen haben.
Ursprünglich ist das Siedlungsgebiet der Bethenzer an Elbe und Boize vermutet worden, teilweise nach Norden bis in das Land Boitin ausgreifend. Maßgebend hierfür waren sprachwissenschaftliche Überlegungen: Aufgrund einer noch im dravänopolabischen nachweisbaren Lautverschiebung von y zu oi sollen danach aus den Bytenici die Boitzer geworden sein. Die These konnte jedoch bislang durch Grabungsfunde nicht abgesichert werden.
In der Folge sind die Bethenzer zumeist nördlich Havelberg zwischen Wittenberge und Dosse oder allgemein in der Prignitz vermutet worden.
Anhand der Burgenlandschaft, Grabungsfunden sowie einer Rückbeziehung späterer Grenzverläufe wird den Bethenzern im Ausschlussverfahren heute die Gegend zwischen Goldberg und Plau am See als Siedlungsgebiet zugeordnet. Im betreffenden Gebiet westlich des Plauer Sees liegen die drei frühslawischen Burgwälle Wangelin, Gaarz und Fahrenhorst I, die alle bereits im 10. Jahrhundert aufgegeben worden sind, wie fehlende Grabungsfunde aus der Zeit danach belegen. Parallel dazu entstand neu die Inselburg Quetzin am Plauer See, die schon zum Stamm der Warnower zugerechnet ist, der höchstwahrscheinlich das Stammesgebiet der Bethenzer okkupiert hat.

## Geschichte
Im Jahre 808 griff der dänische König Gudfred die von Karl dem Großen zum Schutz der fränkischen Nordgrenze in Nordalbingien angesiedelten Abodriten an. Nachdem die Dänen sich zurückgezogen hatten, blieb Karl dem Jüngeren nur noch ein Vergeltungsfeldzug gegen die mit den Dänen verbündeten Linonen und Smeldinger. Zu diesem Zweck überquerte er auf einer Brücke die Elbe und verwüstete deren Land. Aber bereits 810 unternahmen die Wilzen einen erfolgreichen Gegenangriff und zerstörten das Kastell auf dem Höhbeck. Zum Jahre 811 berichten die Reichsannalen dann von einem erneuten Heerzug von Franken und Sachsen gegen die Linonen und vom Wiederaufbau des im Vorjahr zerstörten fränkischen Vorpostens an der Elbe. Dieser Feldzug richtete sich nach dem Bericht der Chronik von Moissac auch gegen die Bethenzer, die danach nur noch einmal im Bayerischen Geographen erwähnt werden.
Aus dem Verschwinden des Stammesnamens noch im 9. Jahrhundert wird allgemein auf einen Verlust der Eigenständigkeit geschlossen. Vertreten werden u. a. eine Aufnahme gemeinsam mit den Smeldingern zu einem vereinigten Stamm der Linonen, eine Verbindung mit den Smeldingern und den Linonen zu den Redariern und eine Verbindung mit Smeldingern und östlichen Abodriten zum Stamm der Warnower.